# Chris Baird
Christoper Patrick „Chris” Baird (ur. 25 lutego 1982 w Rasharkin) – północnoirlandzki piłkarz występujący na pozycji obrońcy w Derby County.

## Kariera klubowa
Baird pochodzi z Rasharkin. Jako dziecko uczęszczał do szkółki piłkarskiej klubu Ballymena United. W roku 1998 przeszedł do drużyny młodzików Southampton. W ekipie juniorów grał przez cztery lata, po czym został włączony do pierwszej drużyny. W seniorskim składzie zadebiutował 22 marca 2003 w zremisowanym 2-2 meczu z Aston Villą. Zmienił wtedy Davida Pruttona. W pierwszym sezonie wystąpił tylko w 3 spotkaniach. Został więc wypożyczony do Walsall, a następnie do Watford. Po powrocie z wypożyczeń znów nie mógł się przebić do pierwszej jedenastki. Dopiero w sezonie 2005/06 zagrał już w szesnastu ligowych pojedynkach, zaś w następnym aż w czterdziestu czterech. 25 listopada 2006 rozegrał swoje 50 spotkanie w barwach Świętych. 12 lipca 2007 przeszedł za kwotę trzech milionów i dwudziestu pięciu tysięcy funtów do Fulham. W nowym klubie zadebiutował miesiąc później w meczu z Arsenalem. W pierwszym sezonie w drużynie the Whites zagrał osiemnaście spotkań. Następnie grał w Reading, Burnley i West Bromwich Albion. W 2015 trafił do Derby County. W 2016 był wypożyczony do Fulham.

## Kariera reprezentacyjna
W latach 2002–2003 Chris rozegrał 6 spotkań w reprezentacji swojego kraju U-21. W kadrze A zadebiutował w 3 czerwca 2003 w przegranym 2-0 towarzyskim spotkaniu z reprezentacją Włoch. Od tego czasu stał się podstawowym piłkarzem reprezentacji. Łącznie w barwach narodowych wystąpił 77 razy.